# جهش (فیزیک)

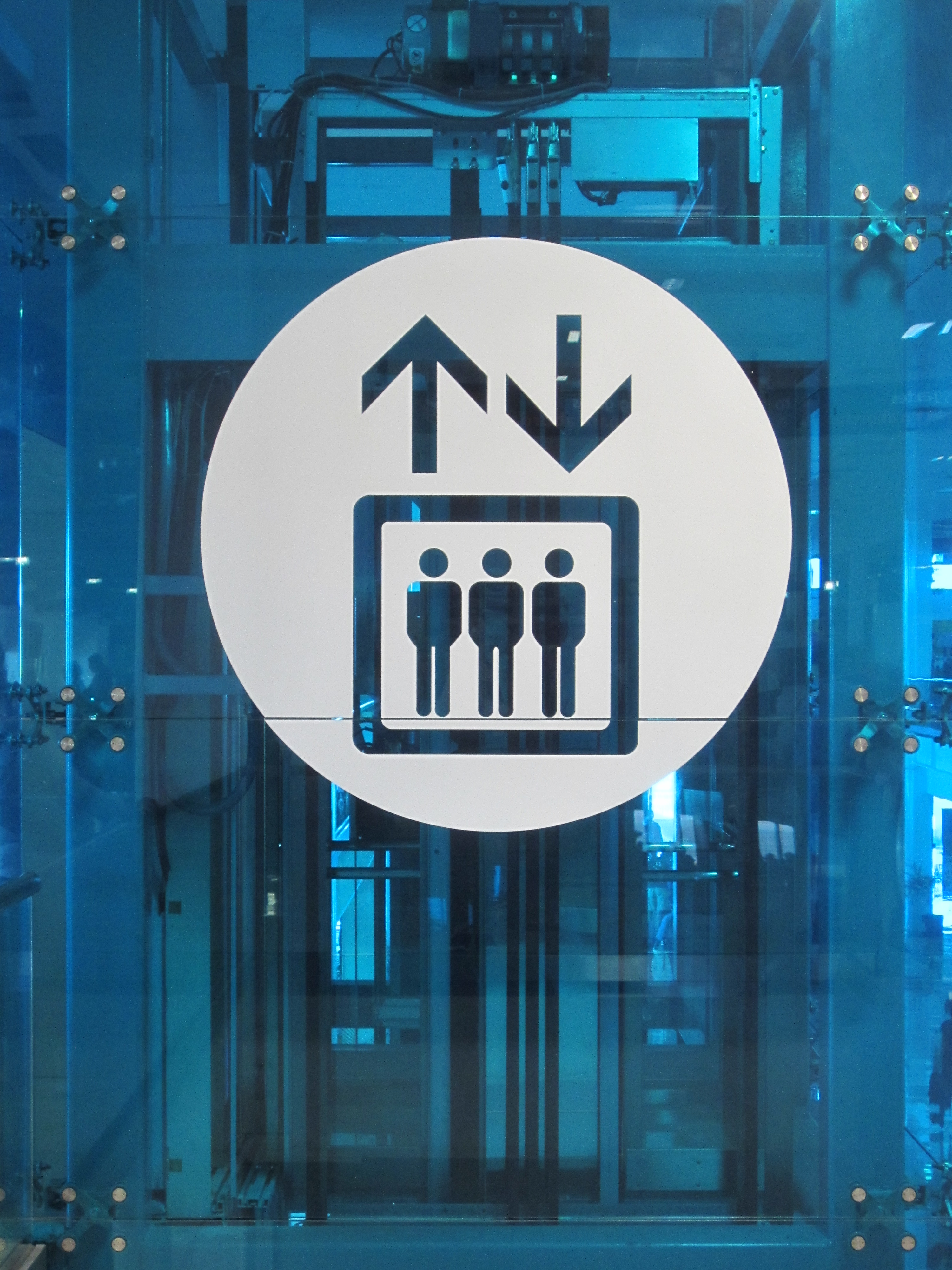
جهش (فیزیک)، اغلب مورد توجه سازندگان و مشتریان آسانسورهای مسافربری است.

جهش یا خیز (به انگلیسی: Jerk) اصطلاحی است در مکانیک که به اختلاف شتاب بر زمان (نسبت تغییرات شتاب بر زمان) گفته می‌شود و واحد آن متر بر مکعب ثانیه است (m/s3). خیز، مشتق شتاب نسبت به زمان یا مشتق دوم سرعت به زمان یا مشتق مرتبه سوم جابه جایی به زمان می‌باشد و ماهیت برداری دارد 
یعنی 
,V=dR/dt ,
A=dV/dt=d2R/dt2  
j=da/dt=d2v/dt2=d3r/dt3

## فرمول
فرمول‌های به‌دست‌آوردن خیز:
{\displaystyle {\vec {\jmath }}(t)={\frac {\mathrm {d} {\vec {a}}(t)}{\mathrm {d} t}}={\dot {\vec {a}}}(t)={\frac {\mathrm {d} ^{2}{\vec {v}}(t)}{\mathrm {d} t^{2}}}={\ddot {\vec {v}}}(t)={\frac {\mathrm {d} ^{3}{\vec {r}}(t)}{\mathrm {d} t^{3}}}={\overset {...}{\vec {r}}}(t),}
معادلات حرکت با در نظر گرفتن مقدار خیز ثابت به صورت زیر است:
{\displaystyle {\vec {a}}={\vec {a}}_{0}+{\vec {\jmath }}_{0}t,}
{\displaystyle {\vec {v}}={\vec {v}}_{0}+{\vec {a}}_{0}t+{\frac {1}{2}}{\vec {\jmath }}_{0}t^{2},}
{\displaystyle {\vec {r}}={\vec {r}}_{0}+{\vec {v}}_{0}t+{\frac {1}{2}}{\vec {a}}_{0}t^{2}+{\frac {1}{6}}{\vec {\jmath }}_{0}t^{3},}
از آنجا که شتاب، کمیتی بُرداری است، خیز نیز کمیتی بُرداری است، و از آنجا که می‌توان برای آن نوشت: a×۱/∆t∆ و ۰≤t∆، پس خیز همواره با تغییرات شتاب (a∆) هم‌علامت خواهد بود؛ و چون t∆ همواره مثبت است، پس خیز همواره با تغییرات شتاب (a∆) هم‌علامت و هم‌جهت خواهد بود؛ و چون در کمیت‌های بُرداری، علامت کمیت نشان‌دهندهٔ جهت آن است، پس خیز همواره با تغییرات شتاب هم‌جهت خواهد بود.

## خیز در دوران
خیز زاویه‌ای با معادلات زیر تعریف می‌شود:
{\displaystyle \zeta (t)={\dot {\alpha }}(t)={\ddot {\omega }}(t)={\overset {...}{\theta }}(t)}
بنابراین جرک زاویه‌ای برابر است با:
{\displaystyle {\vec {\zeta }}(t)={\frac {\mathrm {d} \alpha (t)}{\mathrm {d} t}}={\frac {\mathrm {d} ^{2}\omega (t)}{\mathrm {d} t^{2}}}={\frac {\mathrm {d} ^{3}\theta (t)}{\mathrm {d} t^{3}}}}

## پی‌نوشت
1. ↑  جرک در زبان انگلیسی به معنای انقباض یا خیز و جهش است.